# Jerzy Oskierka-Kramarczyk
Jerzy Stanisław Kramarczyk, ps. „Oskierka” (ur. 8 listopada 1890 w Strzemieszycach Małych, zm. 18 marca 1937 w Olkuszu) – major dyplomowany piechoty Wojska Polskiego, działacz niepodległościowy, kawaler Orderu Virtuti Militari.

## Życiorys
Urodził się 8 listopada 1890 w Strzemieszycach Małych, w ówczesnym powiecie olkuskim, w rodzinie Tomasza i Fortunaty z Godzielińskich . Wstępując do Legionów Polskich był studentem V roku politechniki . Od 1914 walczył w szeregach 3 pułku piechoty Legionów Polskich. 7 lutego 1915 został przeniesiony do 2 pułku ułanów Legionów Polskich. 13 czerwca 1915, jako kapral w III plutonie 2. szwadronu wziął udział w szarży pod Rokitną . 1 stycznia 1917 powrócił do 3 pułku piechoty. W czasie służby w Legionach awansował na sierżanta .
Został przyjęty do Wojska Polskiego i przydzielony do 7 pułku piechoty Legionów. W styczniu 1919 w szeregach II baonu majora Eugeniusza Godziejewskiego walczył na froncie cieszyńskim przeciwko Czechom. Dowodził kompanią w czasie wojny z Ukraińcami i z bolszewikami .
W październiku 1919 został dowódcą szkoły podoficerskiej w Wileńskiego pułku strzelców. Od 4 czerwca do 30 lipca 1920 był referentem wyszkolenia w batalionie zapasowym 22 pułku piechoty w Siedlcach. 23 października 1920 objął dowództwo batalionu zapasowego 22 pułku piechoty w Siedlcach. 13 stycznia 1922 powrócił do 85 pułku Strzelców Wileńskich.
3 maja 1922 został zweryfikowany w stopniu kapitana ze starszeństwem z dniem 1 czerwca 1919 i 1007. lokatą w korpusie oficerów piechoty, a jego oddziałem macierzystym był 22 pp. 10 lipca 1922 został zatwierdzony na stanowisku pełniącego obowiązki dowódcy batalionu w 85 pułku Strzelców Wileńskich w Nowej Wilejce. W 1923 pełnił w tym pułku obowiązki dowódcy II batalionu. Z dniem 1 listopada 1924 został przydzielony do Wyższej Szkoły Wojennej w Warszawie, w charakterze słuchacza Kursu Normalnego. Studiując w stolicy pozostawał oficerem nadetatowym 85 pp. 11 października 1926, po ukończeniu kursu i otrzymaniu dyplomu naukowego oficera Sztabu Generalnego, został przydzielony do Dowództwa Okręgu Korpusu Nr X w Przemyślu. 12 kwietnia 1927 został mianowany majorem ze starszeństwem z dniem 1 stycznia 1927 i 96. lokatą w korpusie oficerów piechoty.
6 sierpnia 1927 został przeniesiony do Korpusu Ochrony Pogranicza na stanowisko I oficera sztabu 2 Brygady Ochrony Pogranicza. Następnie został wyznaczony na stanowisko szefa sztabu Brygady KOP „Nowogródek” w Baranowiczach. 18 czerwca 1930 został przeniesiony z KOP do 1 pułku strzelców podhalańskich w Nowym Sączu na stanowisko dowódcy batalionu. Od 23 marca 1932 pełnił służbę w Dowództwie Okręgu Korpusu Nr I w Warszawie na stanowisku szefa wydziału mobilizacyjnego . W 1936 z powodu gruźlicy został przeniesiony w stan spoczynku . Po zwolnieniu z wojska przeprowadził się do Olkusza i zamieszkał przy ul. Czarnogórskiej 7.
Zmarł 17 marca 1937 w Olkuszu . Został pochowany na Cmentarzu Parafialnym w Olkuszu (sektor IILB-16-4).
Był żonaty, miał córkę Barbarę (ur. 4 grudnia 1924) i syna Czesława (ur. 1 kwietnia 1926).

## Ordery i odznaczenia
- Krzyż Srebrny Orderu Wojskowego Virtuti Militari nr 4873[1][24]
- Krzyż Niepodległości – 20 grudnia 1932 „za pracę w dziele odzyskania niepodległości”[25][26]
- Krzyż Kawalerski Orderu Odrodzenia Polski – 11 listopada 1935 „za zasługi w służbie wojskowej”[27][28]
- Krzyż Walecznych czterokrotnie[29]
- Złoty Krzyż Zasługi – 10 listopada 1928 „w uznaniu zasług położonych w poszczególnych działach pracy dla wojska”[30][31]
- Krzyż za Obronę Śląska Cieszyńskiego II klasy – 2 października 1919[32]
- Medal Pamiątkowy za Wojnę 1918–1921[29][2]
- Medal Dziesięciolecia Odzyskanej Niepodległości[29][2]
- łotewski Medal Pamiątkowy 1918-1928 – 6 sierpnia 1929[33][29]